# Bussières (Côte-d'Or)
Bussières é uma comuna francesa na região administrativa da Borgonha-Franco-Condado, no departamento de Côte-d'Or. Estende-se por uma área de 6,31 km². Em 2010 a comuna tinha 42 habitantes (densidade: 6,7 hab./km²).